# Bundesstraße 45
Die Bundesstraße 45 (Abkürzung: B 45) führt von Sinsheim nach Wöllstadt.
Der Abschnitt zwischen Groß-Umstadt und Höchst im Odenwald wurde in den Jahren 1887–1889 als Fernstraße ausgebaut. In den 1930er Jahren erfolgte die Nummerierung als Reichsstraße 45, wobei verschiedene Einzelstrecken zusammengefasst wurden. Nach einigen Streckenänderungen und Verlegungen auf Umgehungsstraßen ist die B 45 heute 156 Kilometer lang und verläuft von Süd nach Nord durch die Bundesländer Baden-Württemberg und Hessen.

## Verlauf
Die Bundesstraße 45 beginnt in Sinsheim unweit der A 6. Von Neckargemünd über Hirschhorn bis kurz vor Eberbach führt die Bundesstraße am Neckar entlang und durchquert dann bis Dieburg den Odenwald und im weiteren Verlauf über Rödermark, Rodgau und Hanau die Mainebene. In Rodgau ist sie an die A 3 und in Hanau an die A 66 angebunden. Sie endet nördlich von Hanau in Wöllstadt in der Wetterau, wo sie in die B 3 einmündet.
Von Neckargemünd bis Eberbach ist der Streckenverlauf identisch mit der B 37.

### Gebietskörperschaften

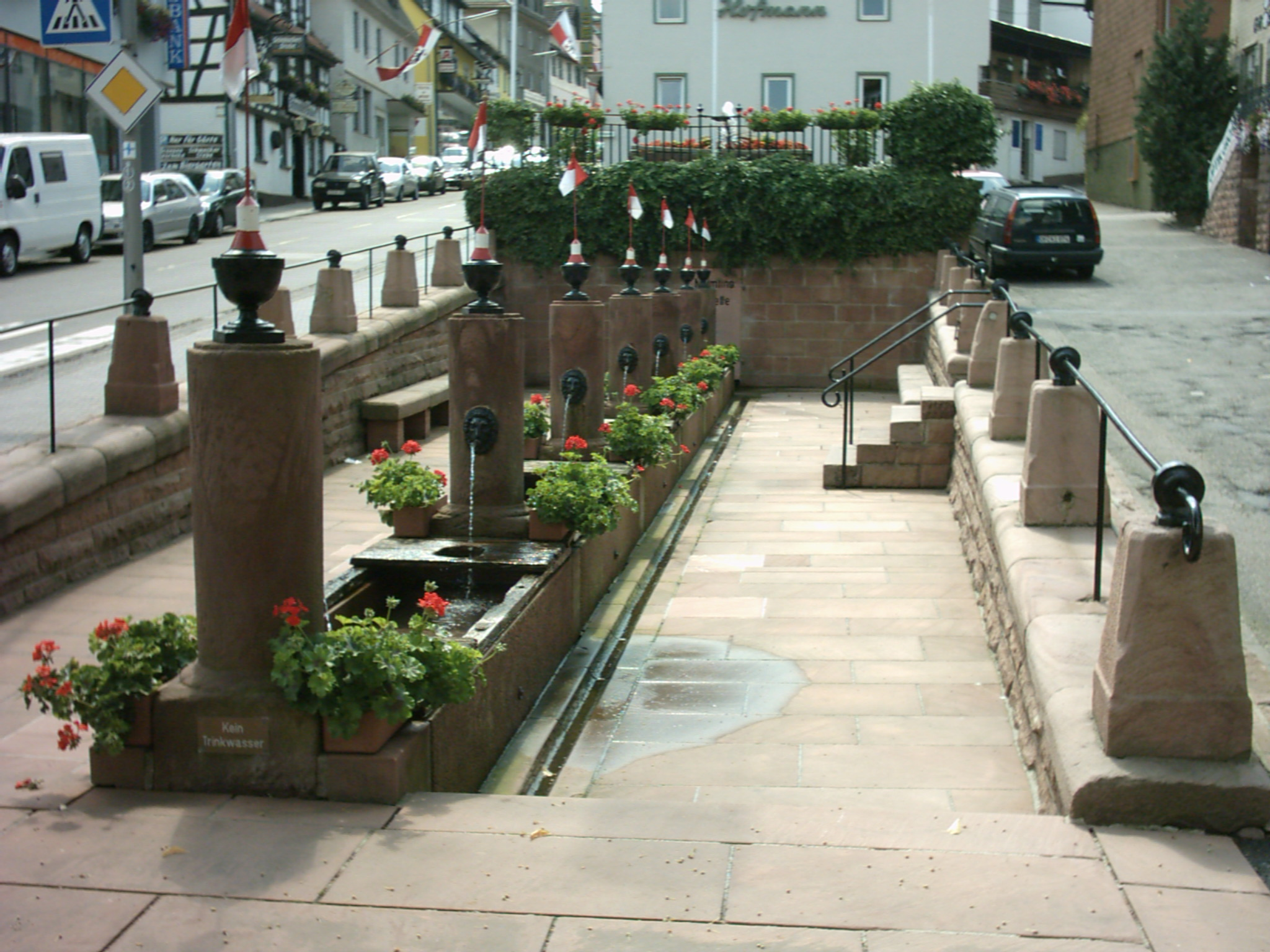
Mümlingsquelle in Beerfelden

Die B 45 durchquert in Baden-Württemberg den Rhein-Neckar-Kreis und darin die Städte und Gemeinden Sinsheim, Zuzenhausen, Meckesheim, Mauer, Bammental, Neckargemünd und Eberbach.
Mit dem Übergang nach Hessen erreicht die Straße den Landkreis Bergstraße, auf dessen Gebiet Neckarsteinach und Hirschhorn durchlaufen werden. Es folgt der Odenwaldkreis mit Oberzent, Erbach, Michelstadt, Bad König und Höchst. Im Landkreis Darmstadt-Dieburg tangiert die B 45 Groß-Umstadt, Dieburg, Münster (Hessen) und Eppertshausen, im Landkreis Offenbach die Städte Rödermark und Rodgau. Im Main-Kinzig-Kreis werden Hanau und Nidderau durchquert sowie Bruchköbel tangiert. Bevor die Straße Wöllstadt im Wetteraukreis erreicht, führt sie noch durch Niddataler Gebiet.

### Überquerte Gewässer
Die B 45 überquert zwischen Hoffenheim und Bammental insgesamt fünfmal die Elsenz. Außerdem werden der Neckar in Neckargemünd und zweimal in Hirschhorn, die Mümling mehrfach zwischen Beerfelden und Höchst im Odenwald und die Gersprenz in Münster (Hessen) überfahren. In Hanau folgt die Überquerung des Mains und der Kinzig. Nach der Nidder in Nidderau ist der letzte überquerte Fluss dann die Nidda in Ilbenstadt.

## Geschichte

### Frühere Strecken und Bezeichnungen

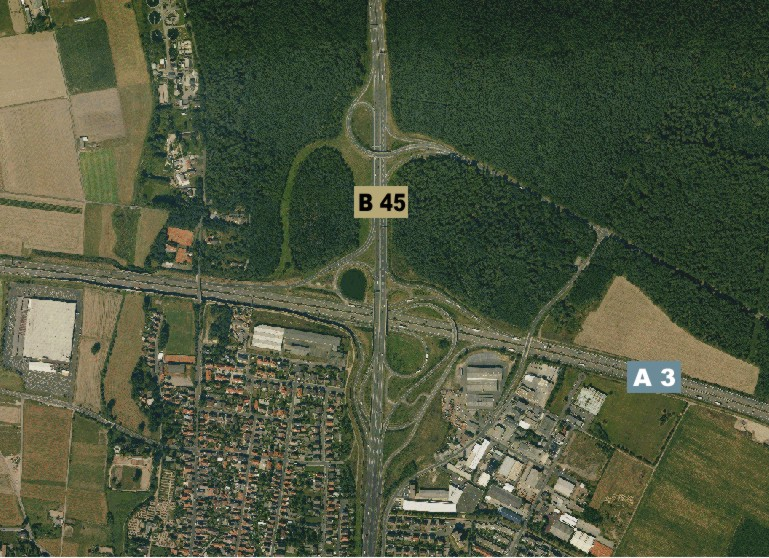
Die B 45 kreuzt die A 3 in Rodgau

Die ursprüngliche Streckenführung durchlief bis Mitte der 1950er Jahre alle an ihr liegenden Orte. Ab 1954 wurde begonnen, Ortsumgehungen zu bauen und die Streckenführung zu verlegen, so in:
- Meckesheim (jetzt K 4178 und Ortsstraße)
- Mauer (Baden) (jetzt Ortsstraße)
- Hirschhorn (jetzt L 3105)
- Beerfelden (jetzt L 3120, L 3119)
- Michelstadt (jetzt Ortsstraße)
- Zell (jetzt L 3404)
- Bad König (jetzt L 3318)
- Höchst (jetzt Ortsstraßen)
- Groß-Umstadt (jetzt L 3065 und Ortsstraße)
- Dieburg (jetzt Ortsstraße und L 3094)
- Münster (Hessen) (jetzt L 3095)
- Eppertshausen (jetzt L 3095)
- Ober-Roden (jetzt B 459, Ortsstraßen und L 3097)
- Nieder-Roden (jetzt L 3097)
- Dudenhofen (jetzt L 3097)
- Jügesheim (jetzt L 3405)
- Hainhausen (jetzt Ortsstraßen)
- Weiskirchen (jetzt Ortsstraßen)
- Steinheim (jetzt Ortsstraßen)
- Bruchköbel (jetzt L 3195)
- Roßdorf (jetzt K 855 und L 3347)

### Ersetzungen
Der vierstreifige Abschnitt Dieburg-Hanau wurde 1974 bis 1979 ursprünglich als Autobahn A 683 gebaut und in Betrieb genommen, während die B 45 weiterhin den alten Weg durch die Innerortsbereiche nahm. Auf Betreiben der betroffenen Kommunen wurde die A 683 Anfang der 1980er Jahre zur B 45 umgewidmet und die alte Streckenführung zu Land-, Kreis- bzw. Innerortsstraßen herabgestuft.
Im Juni 2009 wurde mit dem Bau (zunächst archäologische Grabungen) der seit 20 Jahren geplanten 9,5 km langen Ortsumgehung Nidderau begonnen (Projekt von Hessen Mobil: B 45 / B 521 OU Nidderau/Windecken und Nidderau/Heldenbergen). Der erste Spatenstich fand im Beisein von Staatssekretär Ulrich Kasparick (Bundesministerium für Verkehr, Bau und Stadtentwicklung) am 22. September 2009 im nördlichen Bauabschnitt (B 521, Industriegebiet Nidderau Heldenbergen) statt. Im Herbst 2014 wurden die ersten beiden Bauabschnitte fertiggestellt und für den Verkehr freigegeben; der letzte Bauabschnitt am 22. Juni 2015.

## Ausbauzustand
Die Steigungsstrecken der B 45 am Rondell zwischen Höchst und Wiebelsbach sind auf 4,9 km dreistreifig hergerichtet. Dreistreifig ebenfalls ausgebaut ist, mit Ausnahme einiger kurzer Abschnitte, wie das Ortsgebiet von Etzen-Gesäß, auch die Strecke zwischen Mümling-Grumbach und Michelstadt.
Zwischen Dieburg und Hanau-Steinheim ist die Bundesstraße auf 28,7 km und zwischen Hanau-Nord und Bruchköbel auf 2,8 km vierstreifig ausgebaut. Der restliche Verlauf (118,6 km) ist zweistreifig, in kurzen Abschnitten auch dreistreifig.

## Tourismus

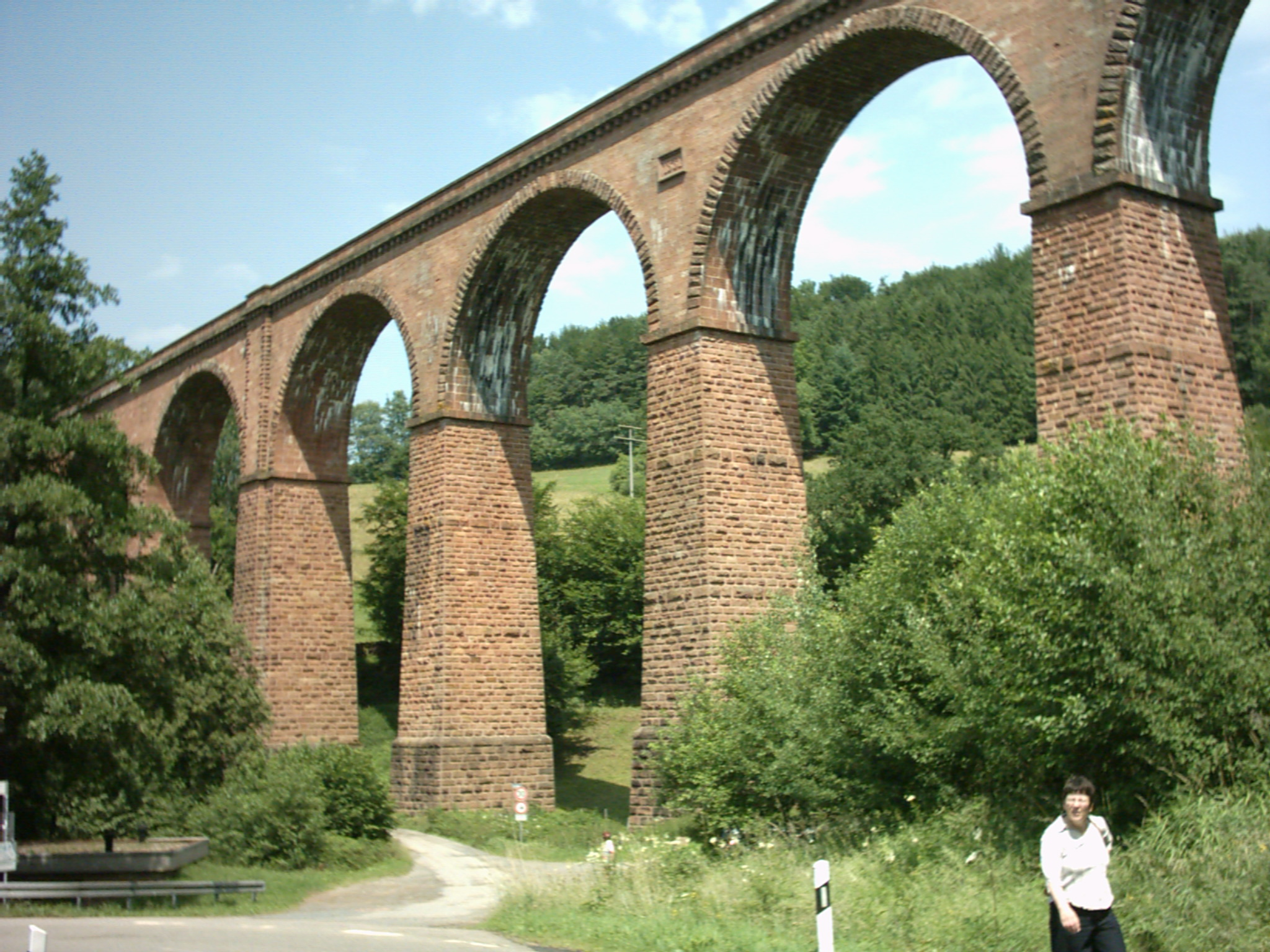
Himbächel-Viadukt der Odenwaldbahn an der B 45

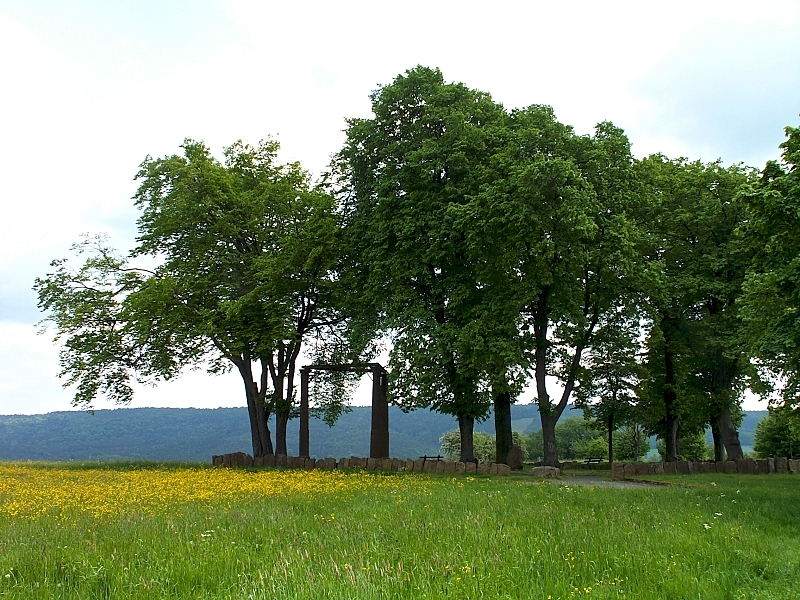
Galgen Beerfelden

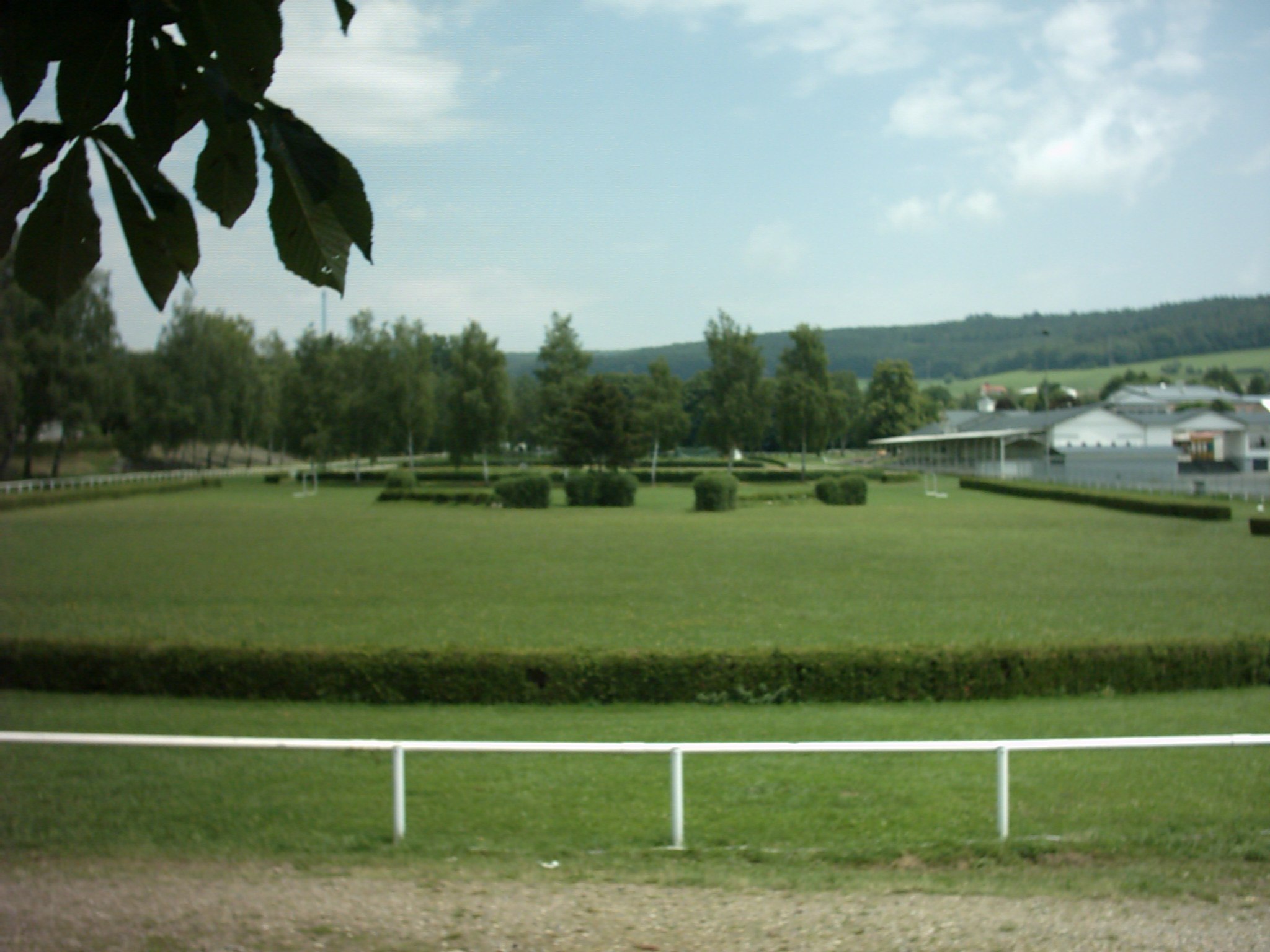
Trabrennbahn Erbach an der B 45

### Ferienstraßen
Die B 45 ist streckenweise mit mehreren Ferienstraßen identisch, so vom Neckartal bis Michelstadt mit der Deutschen Ferienroute Alpen-Ostsee, zwischen Hetzbach und Marbach im Odenwald mit der Siegfriedstraße und von Erbach bis Michelstadt mit der Nibelungenstraße und der Deutschen Fachwerkstraße. Letzterer entspricht der Verlauf der B 45 nochmals von Groß-Umstadt bis Dieburg.

### Sehenswürdigkeiten
Viele Sehenswürdigkeiten liegen an oder nahe der B 45. Die Sandgrube „Grafenrain“, ein Naturschutzgebiet, ist der Fundort des Unterkiefers von Mauer, dazu existiert ein Mauer-Museum im Bürgermeisteramt von Mauer.
Sehenswerte Burgen entlang der Strecke sind die drei Burgen oberhalb von Neckarsteinach und die Burg Hirschhorn oberhalb von Hirschhorn am Neckar. Auf dem Dilsberg bei Neckargemünd kann eine mittelalterliche Siedlung besichtigt werden. In markanter Lage oberhalb der Straße im Gammelsbachtal liegt die Burg Freienstein und sicherte in früheren Zeiten den Verkehrsweg an der Grenze der Grafschaft Erbach.
Der dreischläfrige Beerfelder Galgen aus dem Jahr 1597 befindet sich westlich der Kernstadt auf dem Galgenberg an der Landesstraße in Richtung Airlenbach. Bei Ebersberg ist der zehnbogige Himbächel-Viadukt der Odenwaldbahn zu sehen.
Schloss (mit Deutschem Elfenbeinmuseum) und Trabrennbahn sind die bekanntesten Sehenswürdigkeiten in Erbach, in Michelstadt sind das mittelalterliche Rathaus und die Einhardsbasilika eine Besichtigung wert. Eine römische Villa ist bei Höchst im Odenwald als Freilichtmuseum zu besichtigen.
Als sehenswert gelten auch der historische Stadtkern von Groß-Umstadt sowie die Schlösser und Fachwerkhäuser in Dieburg, des Weiteren das Deutsche Goldschmiedehaus und das Schloss Philippsruhe in Hanau. Dort befindet sich zudem unmittelbar an der Straße der Hafenplatz mit monumentaler Bebauung aus den 1920er Jahren.

### Landschaftlich reizvolle Strecken
Als landschaftlich besonders reizvoll gelten
- der Neckartal-Abschnitt zwischen Neckargemünd und Eberbach sowie
- der Odenwald-Abschnitt zwischen dem Neckartal und Groß-Umstadt.